# Манежная площадь (Москва)
Мане́жная пло́щадь (в 1967—1990 годах — пло́щадь 50-ле́тия Октября́) — одна из самых больших площадей в центре Москвы, расположена рядом с Кремлём и Александровским садом. Возле площади находится здание московского Манежа. Создана в 1931—1938 годах при реализации генерального плана реконструкции Москвы и включает в себя бывшие Моисеевскую площадь, Обжорный переулок, Лоскутный переулок и тупик, прилегающие части Большой Никитской, Манежной, Моховой и Тверской улиц.

## Происхождение названия
Площадь получила своё название в 1931 году по выходящему на неё фасаду Манежа. В связи с юбилеем Октябрьской революции в 1967 году была переименована в площадь 50-летия Октября (в быту название фактически не прижилось) и называлась так до 1990 года, когда ей было возвращено первоначальное название.

## Ансамбль
Манежная площадь является одной из самых крупных и старых в Центральном административном округе Москвы. Она расположена рядом с Кремлем и Александровским садом, на неё выходят фасады зданий Манежа и Государственного исторического музея. В 1990-е годы на площади были восстановлены Воскресенские ворота и часовня Иверской иконы Божьей Матери. Около часовни находится основанный в 1997 году Музей археологии Москвы и здание отеля «Four Seasons Hotel Moscow» (бывшая гостиница «Москва»). От площади отходят улицы Моховая, Тверская, одноименная Манежная и улица Охотный Ряд.
Одной из основных скульптур на Манежной площади является памятник Георгию Жукову, установленный у Исторического музея в честь 50-летия победы в Великой Отечественной войне. В центре площади на поверхность выходит стеклянный купол подземного торгового комплекса «Охотный ряд», увенчанный скульптурой Георгия Победоносца. Между Манежной площадью и Александровским садом прорыт канал, вдоль которого установлены скульптуры Зураба Церетели.
Ансамбль Манежной площади дополняют фонтаны, построенные в 1996 году в честь 850-летия Москвы. Внутри «Гейзера» — центрального фонтана композиции — установлена скульптурная группа «Времена года», представленная в виде четырех коней. С 1996 года на площади у Воскресенских ворот расположен знак «Нулевой километр автодорог России», от которого ведется отсчет километража российских дорог.

## История

### История местности

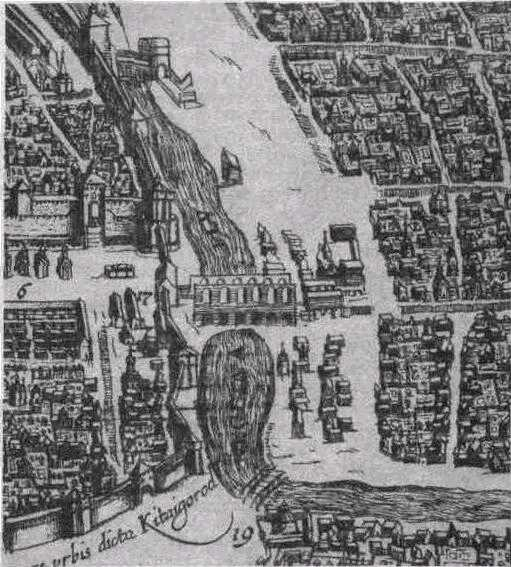
Фрагмент плана Москвы 1610 года. В центре, справа от Воскресенского моста через реку Неглинную, расположен Моисеевский монастырь XVI века

Манеж и Манежная площадь расположены на месте, которое исторически называлось Занеглименьем — за рекой Неглинной. Первое подгородное поселение на правом берегу Неглинной появилось в XII—XIII веках. Несмотря на болотистость почвы, ко второй половине XV века эта часть Москвы была уже плотно заселена, и потому здесь регулярно случались пожары. После очередного крупного возгорания в 1493 году царь Иван III приказал снести все деревянные постройки на расстоянии 109 саженей от кремлёвских стен, после чего пространство на месте нынешней площади опустело до середины XVI века.
В 1566 году Иван IV велел поделить всё государство и его столицу на опричнину и земщину. В результате этого раздела южная часть Занеглименья вошла в опричнину. Но вновь построенный Опричный двор стоял недолго: в 1571 году царская резиденция почти полностью сгорела. Позднее в северо-западной части современной Манежной площади был основан Моисеевский монастырь, упразднённый в 1765 году Екатериной II.
В 1599 году, в правление Бориса Годунова, напротив бывшего Опричного двора был поставлен Земский двор. В этом районе находилась также слобода Стремянного стрелецкого полка. Когда в 1698 году стрелецкий полк и слободу расформировали, эту территорию стали отдавать в собственность и аренду. В 1707—1708 годах по указу Петра I вокруг Кремля и Китай-города начали возводить земляные укрепления, а на землю бывшей слободы перевели Харчевой и Охотный ряды.
Во второй половине XVIII века разрабатывались проекты по реорганизации центра Москвы, в частности, было решено создать цепь новых площадей. Реализации этого плана способствовал московский пожар 1812 года, уничтоживший многие здания исторического центра. На месте русла речки Неглинной, в 1819 году заключённой в подземный коллектор, вдоль западной стены Кремля был устроен Александровский парк. Важной частью послепожарной реконструкции стало строительство здания Манежа.

### Строительство Манежа

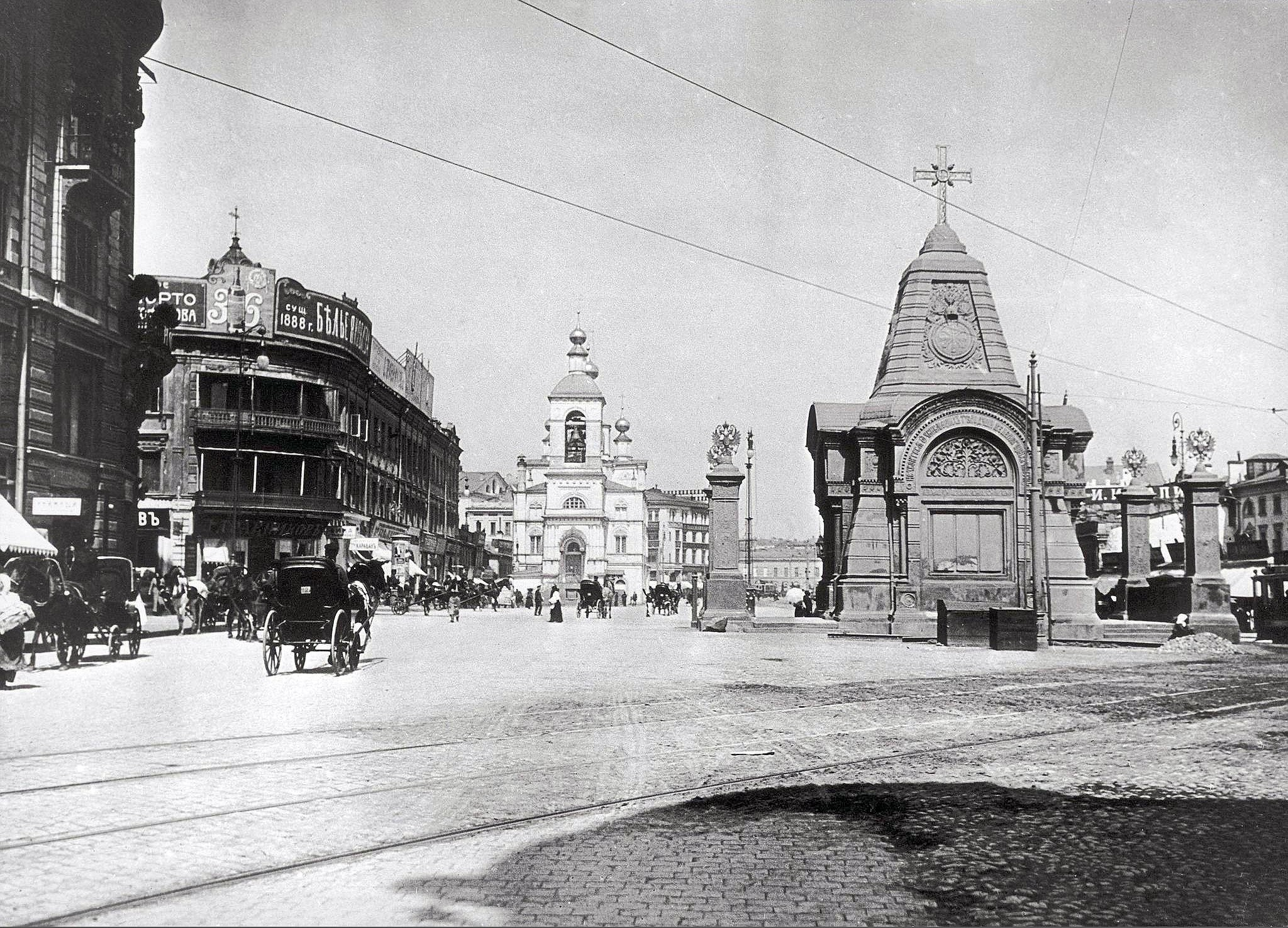
Моисеевская площадь. Вид от Манежа. 1914 год.

По распоряжению императора Александра I на образовавшейся площади возвели Экзерциргауз (первое название Манежа) — крытый павильон для строевой подготовки войск. Постройку осуществляла группа инженеров под руководством генерала Льва Карбоньера по проекту Августина Бетанкура и Огюста Монферрана. На открытии здания, приуроченном к пятилетию победы над Наполеоном, присутствовал император.
С 1831 года Манеж стал использоваться для проведения выставок, народных гуляний, а также балов и концертов.
На протяжении XIX века пространство вокруг Манежа было плотно застроено. Между восточным фасадом и Александровским садом проходила Неглинная улица, западный фасад выходил на Моховую. Южная часть — на площадь перед Кутафьей башней, северная — на Большую Никитскую улицу и упиралась в квартал между Неглинной и Моховой.
После революции 1917 года в Манеже была устроена казарма, а после окончания Гражданской войны — гараж правительственных машин. С 1967 года Манеж носит статус Центрального выставочного зала. В 2004 году в нём случился крупный пожар, после которого здание было реконструировано.

### Создание Манежной площади
В 1931 году площадь перед южным фасадом Манежа (у Кутафьей башни) получила название Манежной. Освобождение и расчистка пространства площади у северного фасада Манежа длились с 1932 до 1938 года. В 1932-м в связи со строительством первой линии Московского метро начался снос старого квартала по Лоскутному переулку и Моховой улице, завершившийся к 1934 году. На его месте построили два тоннеля служебной соединительной ветви между современными Сокольнической и Филёвской линиями.

Манежная площадь
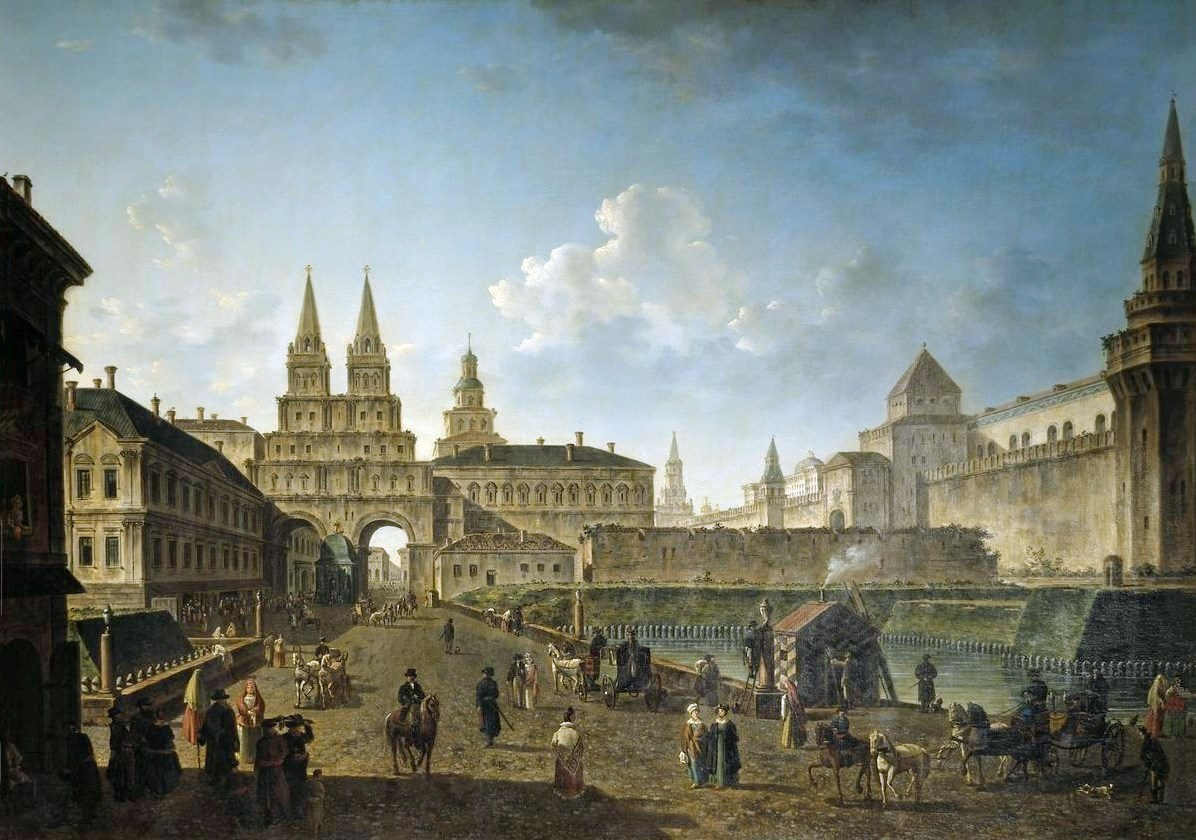
Место будущей Манежной площади  в  XIX веке
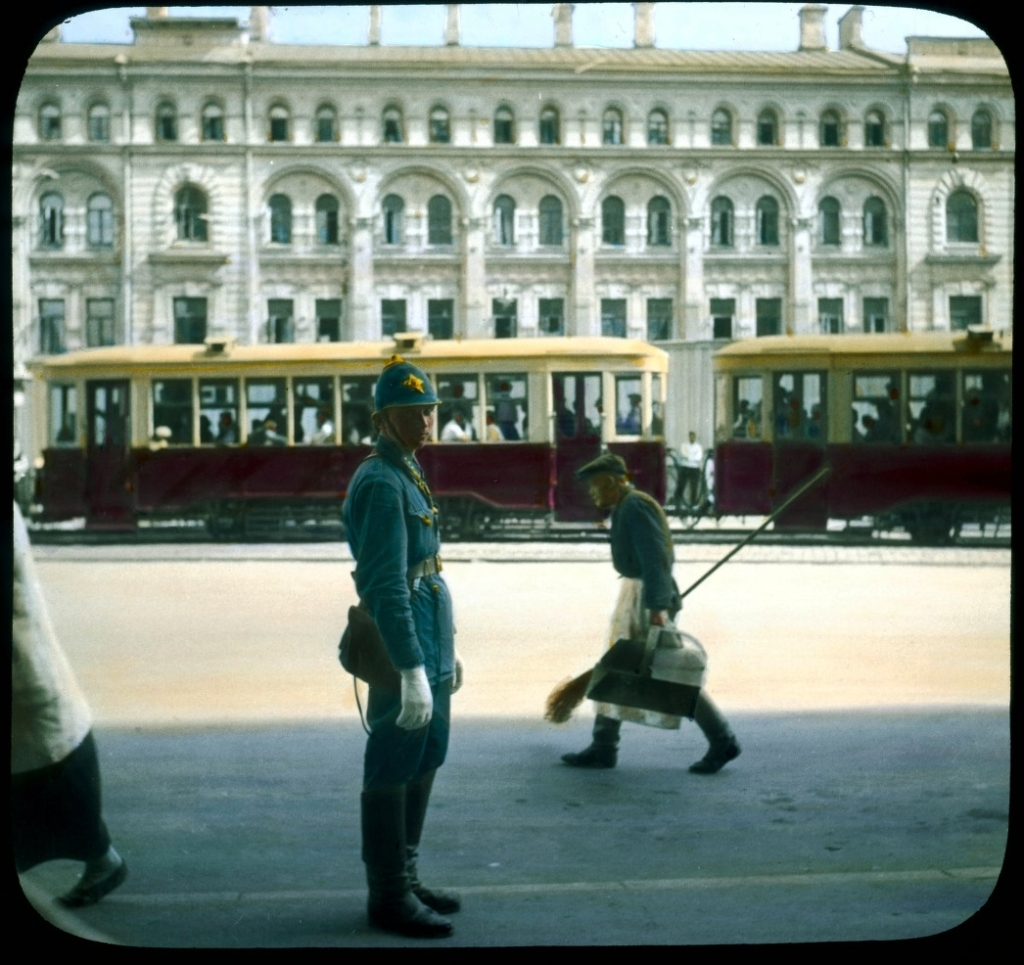
Вид на будущую Манежную площадь, 1931 г.
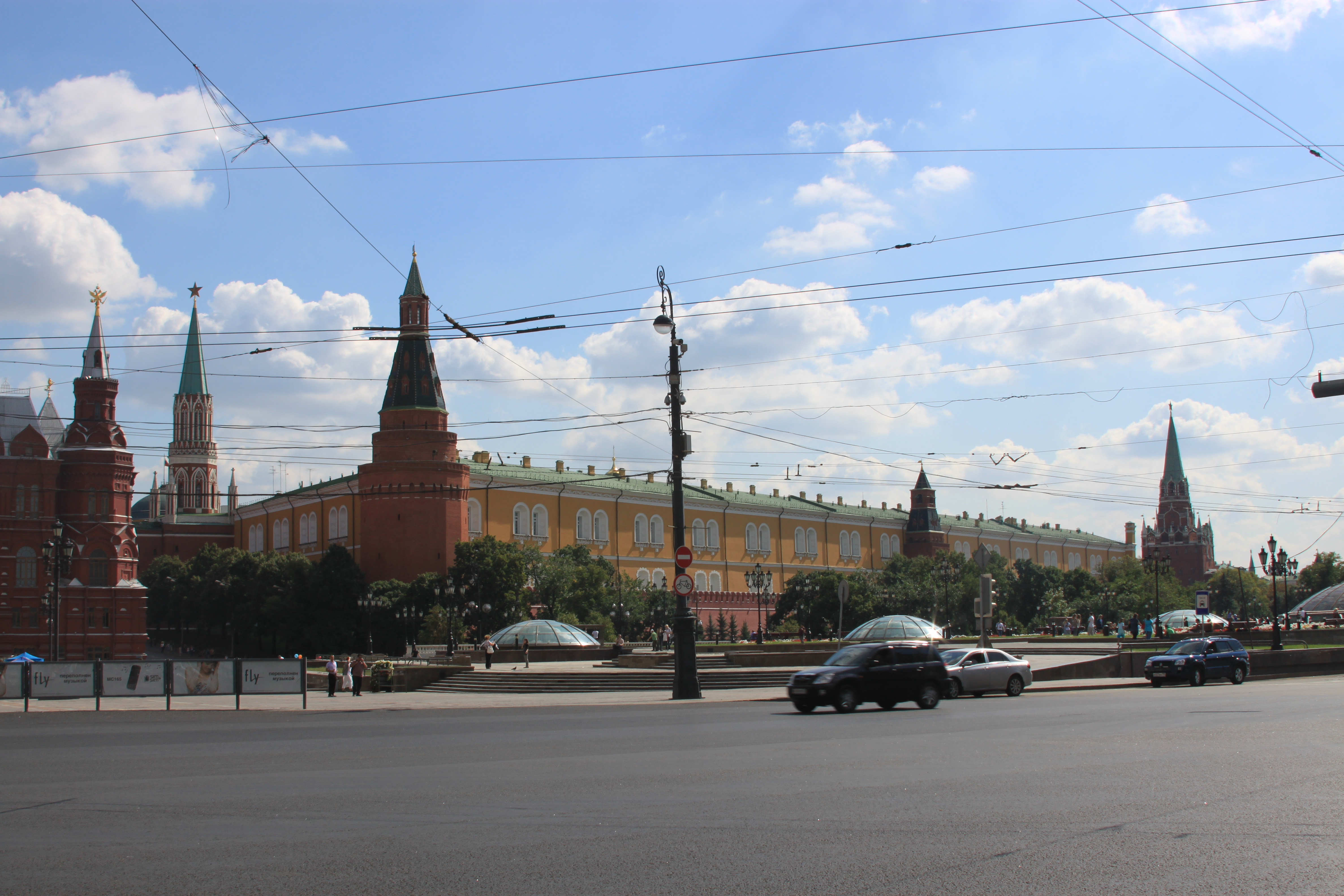
Вид на Манежную площадь и Московский Кремль, 2011 г.
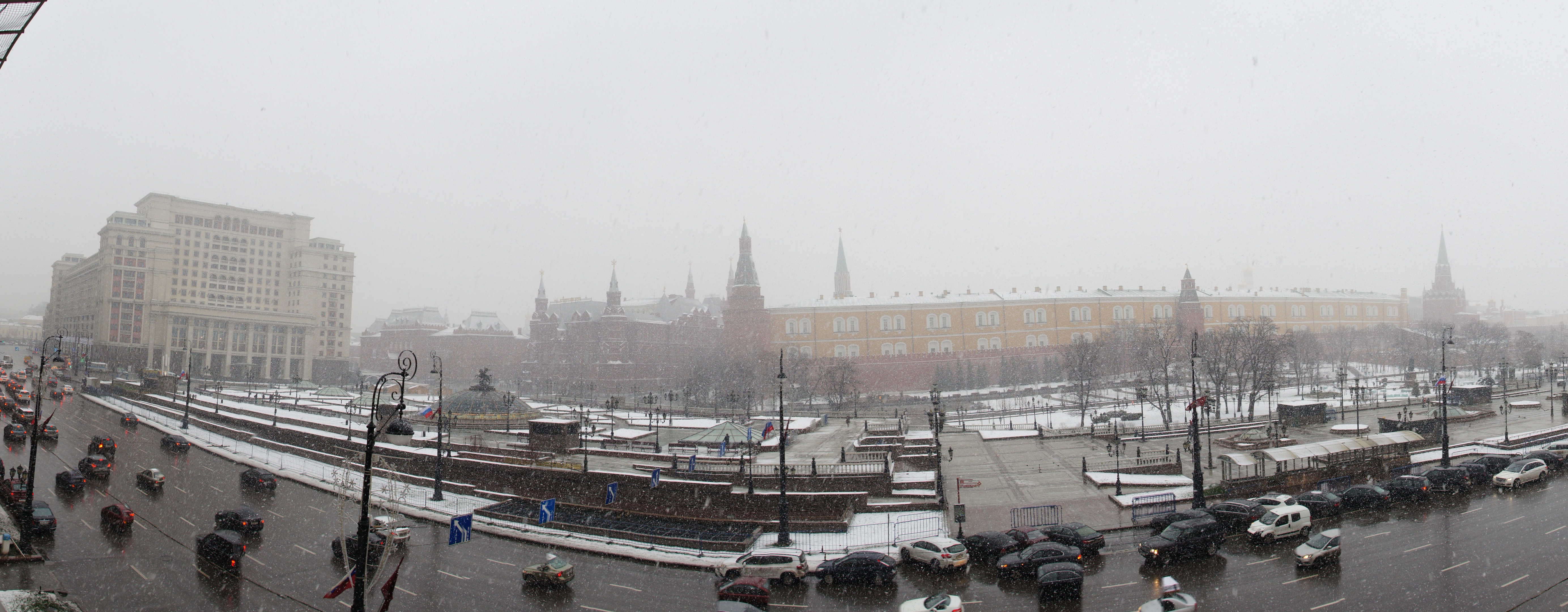
Моховая улица. Вид на Манежную площадь и Кремль, 2013 г.

### Строительство подземного торгового комплекса «Охотный ряд»

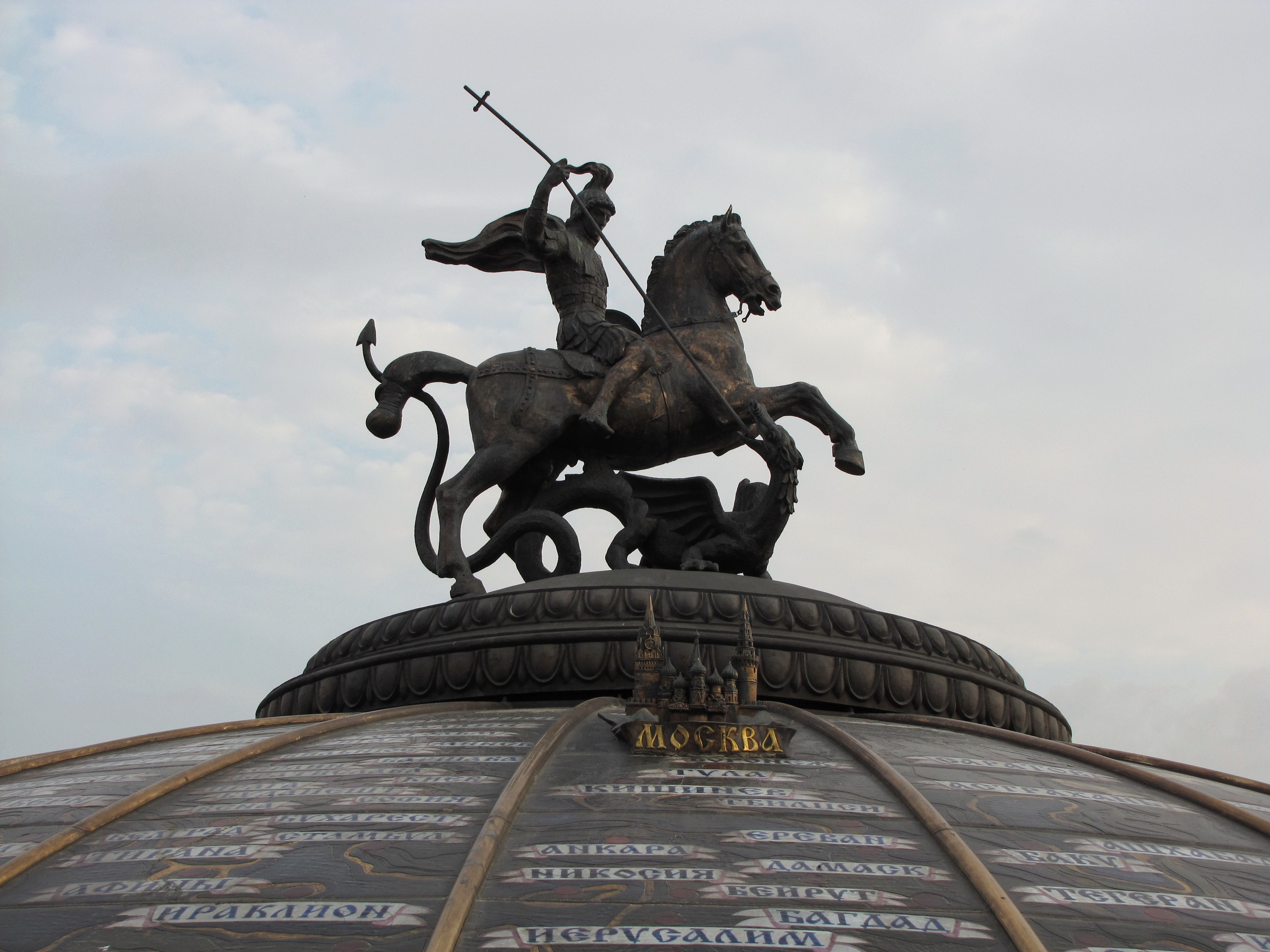
Георгий Победоносец на куполе ТК «Охотный ряд», 2010 г.

В 1993 году Манежная площадь была избавлена от транспортного потока и под ней началось строительство подземного торгового комплекса «Охотный ряд». Строительство комплекса завершилось ко дню празднования 850-летия города в 1997 году. Первоначально в конкурсе на застройку Манежной выиграла архитектурная мастерская Бориса Улькина, но впоследствии реконструкция велась по проекту «Моспроект-2» при участии скульптора Зураба Церетели. Каскад фонтанов в Александровском саду, входящих в состав торгового комплекса «Охотный ряд», сооружён в охранной зоне объекта Всемирного наследия — Московского Кремля. По мнению искусствоведа и архитектурного критика Григория Ревзина, строительство «Охотного ряда» практически уничтожило Манежную площадь.
Подземный торгово-рекреационный комплекс имеет многоугольную вытянутую форму и расположен между тоннелями метро. Длина сооружения составляет около 300 метров, ширина — 137,5 метров. Общая площадь — около 70 тыс. м².

## Массовые мероприятия и события

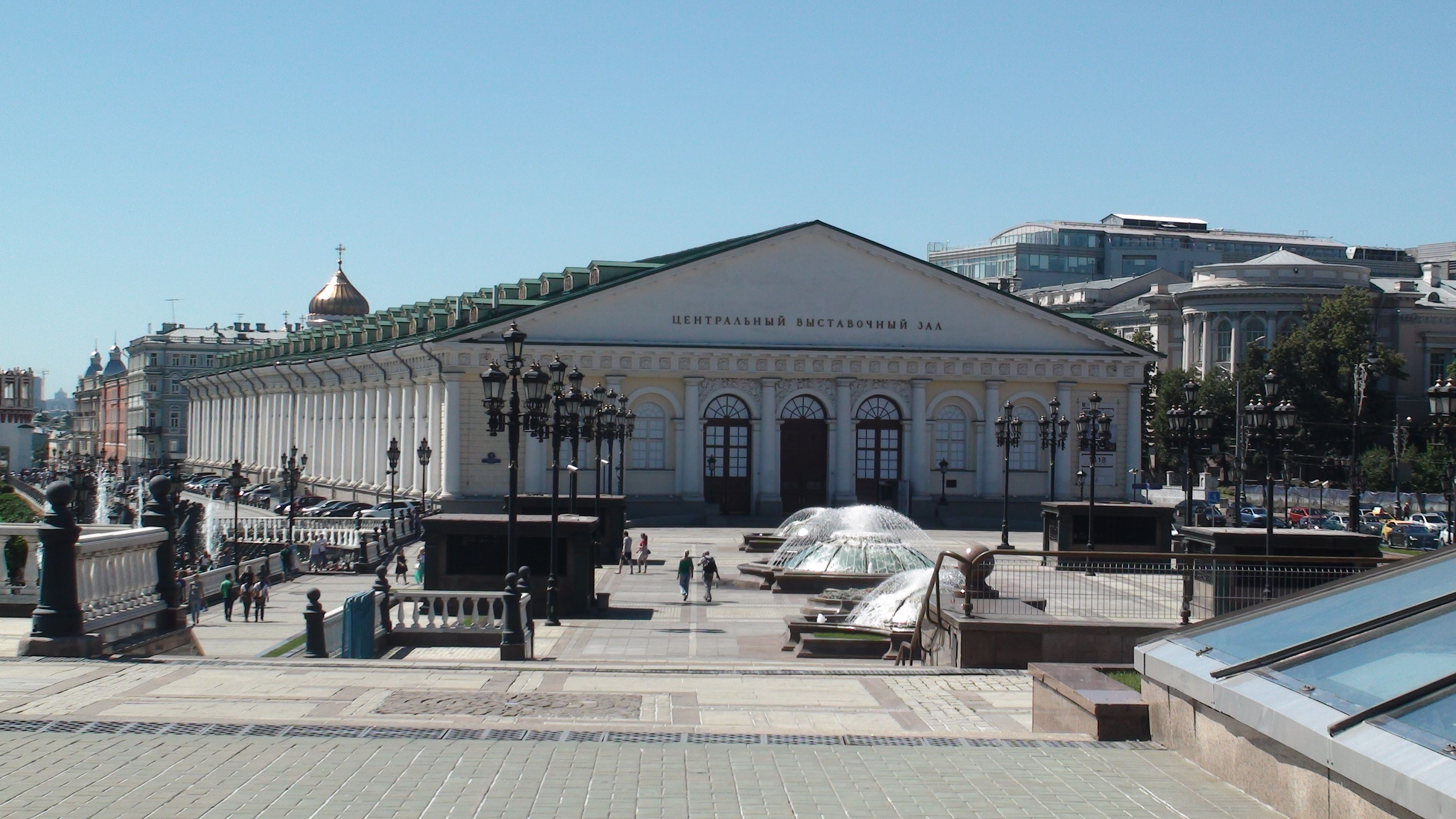
Вид на Манежную площадь, 2015 год

Манежная площадь неоднократно становилась местом проведения массовых митингов и манифестаций. На площади проходили самые многочисленные акции протеста периода перестройки и постсоветского времени: 4 февраля 1990 года здесь состоялся митинг с требованием отменить шестую статью Конституции СССР, собравший до 300 тыс. человек. 14 января 1991 года на Манежную вышли более 100 тыс. человек под лозунгом «Не допустим оккупации Литвы!». Во время августовского путча Манежная стала одним из мест массового выступления противников ГКЧП.
31 августа 1999 года на третьем ярусе ТК «Охотный ряд» прогремел взрыв, в результате которого один человек погиб и пострадало более 30.
9 июня 2002 года на площади произошли массовые беспорядки, ставшие следствием поражения национальной сборной в матче с Японией в ходе чемпионата мира по футболу.
11 декабря 2010 года на Манежной вновь случились беспорядки. Их причиной стали убийство болельщика «Спартака» Егора Свиридова и порядок расследования преступления.
30 декабря 2014 года на площади прошёл митинг сторонников Алексея Навального.
Манежная площадь в 1990-х годах являлась также местом проведения open air концертов и выступлений: 27 сентября 1997 году на этом месте выступили The Prodigy, собрав около 250 тысяч человек, а в 1998-м состоялся концерт рэпера Кулио.

## Общественный транспорт
- Станции метро  Охотный Ряд,  Театральная и  Площадь Революции.
- Автобусы м2, м3, м6, м7, м9, м40, е10, е30, н1, н2, н11, н12.